# نور الدين بركة
نور الدين محمد سلامة بركة (وُلد في خانيونس في 25 نيسان/أبريل 1981 وإستشهد فيها في 11 تشرين الثاني/نوفمبر 2018) كانَ قياديًا ميدانيًا في كتائب الشهيد عز الدين القسام الذراع العسكري لحركة حماس كما كان عُضوًا في المجلس العسكريّ للحركة. اغتِيل بركة في الحادي عشر من تشرين الثاني/نوفمبر 2018 حينما حاولت قوّة إسرائيليّة التسلسل لداخل القِطاع فاشتبكَ معها ما تسبَّب في إصابته قبل أن يُفارق الحياة.

## الحياة المُبكّرة والتعليم
وُلد نور الدين بركة في خانيونس عام 1981 وترعرعَ فيها؛ حيثُ درسَ المرحلة الابتدائية في مدرسة بني سهيلا، وأكمل المرحلة الإعدادية بمدرسة البكرية ثمَّ المرحلة الثانوية بمدرسة المتنبي قبل أن يلتحقَ بالجامعة الإسلامية بغزة لدراسة الشريعة الإسلامية وحصلَ منها على درجة الماجستير في الفقهِ المقارن في رسالة عنوانها: «الإهمال في العمل الجهادي: دراسةٌ مقارنة».

## المسيرة العسكريّة
خلال دراستهِ بالجامعة عام 2002؛ اعتُقل نور الدين بركة من قِبل مخابرات الاحتلال التي حولته لمركز تحقيق عسقلان فمكثَ فيه شهرين ووجهت له العديد من التهم بما في ذلك «الانتماء لكتائب عز الدين القسام». حُوِّل للاعتقال الإداري 4 شهور ثم أُطلق سراحه فيما بعد.
أصبحَ نور الدين بركة في وقتٍ ما إمامًا في مساجد محافظة خانيونس؛ ثم التحقَ فيما بعد بكتائب الشهيد عز الدين القسام قبل أن يصعدَ تدريجيًا في سُلَّم الحركة إلى أن أصبحَ قائدًا ميدانيًا فيها، ثمَّ قاد عمليات المقاومة في التصدي للاجتياحات البرية لجيش الاحتلال خلال حروبه على القطاع عامي 2008 و‌2014.
خلال عمله معَ الكتائب؛ تولى نور الدين إمارة «وحدة الاستشهادين» في المنطقة الشرقية حيثُ كان يُرابط برفقةِ عدد من القسَّاميين في الخطوط المتقدمة للتربص بالقوات الإسرائيلية الخاصة. تعرّض بركة في عام 2008 لإصابةٍ بجراحٍ متوسطة وذلك خلال تصديه برفقة عددٍ من المقاومين للقوات الخاصة بمنطقة الزنة شرق خانيونس.

## الحياة الخاصَّة
نور الدين بركة متزوجٌ وله من الأبناء ستة، أكبرهم يُدعى عبد الرحمن بركة ثم خمس بنات هنَّ فاطمة الزهراء، رقيّة، زينب، عائشة، وأسماء.

## الاغتيال
حاولت قوّة إسرائيلية خاصة في 11 تشرين الثاني/نوفمبر 2018 مُستخدمةً مركبةً مدنية اختراق قطاع غزَّة عبر المناطق الشرقية من خانيونس قبل أن تُكشفَ من قوة أمنية تابعة لكتائب القسام التي قامت بتثبيت المركبة والتحقق منها. كان قائد القوّة الأمنيّة هو نور الدين بركة الذي اشتبكَ وآخرين من المقاومة مع تلك القوات الخاصّة الإسرائيلية ما تسبَّبَ في إصابته قبل أن يُفارق الحياة.